# 利耶河
利耶河（法語：Lié，法語發音：[lje] ⓘ）是法国布列塔尼大区阿摩尔滨海省与莫尔比昂省的河流，是烏斯特河的左支流，长60.7千米，发源自莱尔米塔日洛尔日，于莱福日流入乌斯特河。